# Hillsville
Hillsville település az Amerikai Egyesült Államok Virginia államában, Carroll megyében, melynek megyeszékhelye is. Lakosainak száma 2884 fő (2020. április 1.).

## Népesség
A település népességének változása:

| 2010 | 2 681 |
| 2020 | 2 884 |